# Basso (Bénin)
Pour les articles homonymes, voir Basso.
Basso est l'un des six arrondissements de la commune de Kalalé dans le département du Borgou au Bénin.

## Géographie
L'arrondissement de Basso est situé au nord-est du Bénin et compte 4 villages que sont Basso Centre, Gawezi, Gorogaou et Neganzi.

## Histoire
Premier récit sur la fondation de Basso (Gba sua):
Certains récits oraux attribuent la fondation de Basso au mythe Kisira (le XIVe
siècle), l’ancêtre boo et baatonum des wassangari. Fuyant l’oppression des 
mahométans depuis la Mecque, Kisira et ses compagnons se seraient installés
successivement à Busa, à Ilo, à Kaiama, à Basso, à Nikki et définitivement à Moru 
où il meurt et déifié. En effet, dès leur arrivée sur le site de Basso, Kisira aurait 
aperçu de loin les collines et ordonna à certains de ces compagnons d’aller au 
sommet de celles-ci, vérifier si les oppresseurs sont toujours à leur poursuite. 
Pendant ce temps, il demanda au reste du groupe de mettre en place un arbre à 
palabre communément appelé Gba en dialecte Boo. Cet édifice va servir de 
reposoir ou de siège pour les plus fatigués par le trajet. Le confort que leur avait 
procuré cet édifice amena Kisira à déclarer : Gba Kê be wa suaa ba c’est à 
dire : « Cet arbre à palabre nous a sauvé ». D’où ce diminutif Gba sua. 
Dans le collectif de sages soutenant la thèse reliant la fondation de Basso au mythe 
Kisira, la narration de l’histoire divise car selon d’autres, c’était pour se protéger 
contre les attaques des mahométans que Kisira et ses compagnons auraient choisi 
ce site en raison des abris sous roche (Gbê sô u), mot Boo qui deviendra par 
déformation Basso.
Par ailleurs, la version la plus partagée et soutenue par la majorité est celle qui 
situe Basso (Gba sua) bien avant le mythe Kisira. Selon les dernières enquêtes 
orales, les Wassangari seraient venus trouver les Zwinɛ (paysan et chasseur Boo) 
ajoutés à d’autres peuples qui fréquenteraient également ce lieu, avant d’aller 
s’installer à Moru où leur chef Kisira très allergique à l’alcool va interdire sa consommation voire sa fabrication.
Deuxième récit de la fondation de Basso:
Le nom Basso serait une mauvaise prononciation et une déformation de 
l’anthroponyme Gba suaa, par le colon. En effet, les premiers occupants Boo de 
ce site auraient quitté le pays zarma au Niger et se seraient installés pour les 
travaux champêtres principalement et pour la chasse aux éléphants et aux buffles. 
Cette année-là, il eut une grande saison pluvieuse favorisant une bonne production 
du maïs, du sorgho et de l’igname en particulier. Pendant la première récolte de 
la saison sèche, les paysans auraient érigé comme le voulait la tradition, un grand 
grenier commun (Gba) pour le stockage et la conservation des vivres. C’est ainsi, 
ne supportant pas le poids du stockage que le grenier se serait effondré cette nuit là même. Le lendemain, stupéfaits de constater ce drame, ceux-ci s’exclamaient à 
tour de rôle : Gba suaa ! wa Gba suaa ! Traduisez : « Le grenier s’est renversé ! 
Notre grenier s’est renversé ! ». C’est donc la phrase raccourcie qui aurait donné 
Gba suaa signifiant (grenier renversé), donné à cette localité en souvenir de ce 
premier incident marquant. Considéré comme l’un des greniers les plus 
gigantesques de l’époque, il en a découlé le mythe du ‘’chef ou roi des greniers’’ 
c’est-à-dire Gbao ki en Boo. D’aucuns se souviennent encore que Basso a été 
plusieurs fois la référence en agriculture vivrière ou de subsistance, destinée à l'autoconsommation et à la commercialisation des surplus.  
H. Coffi Léwis (35,36 2021)

## Démographie
Selon le recensement de la population de 2013 conduit par l'Institut national de la statistique et de l'analyse économique (INSAE), Basso compte 17474 habitants  .